# Egon Stratmann

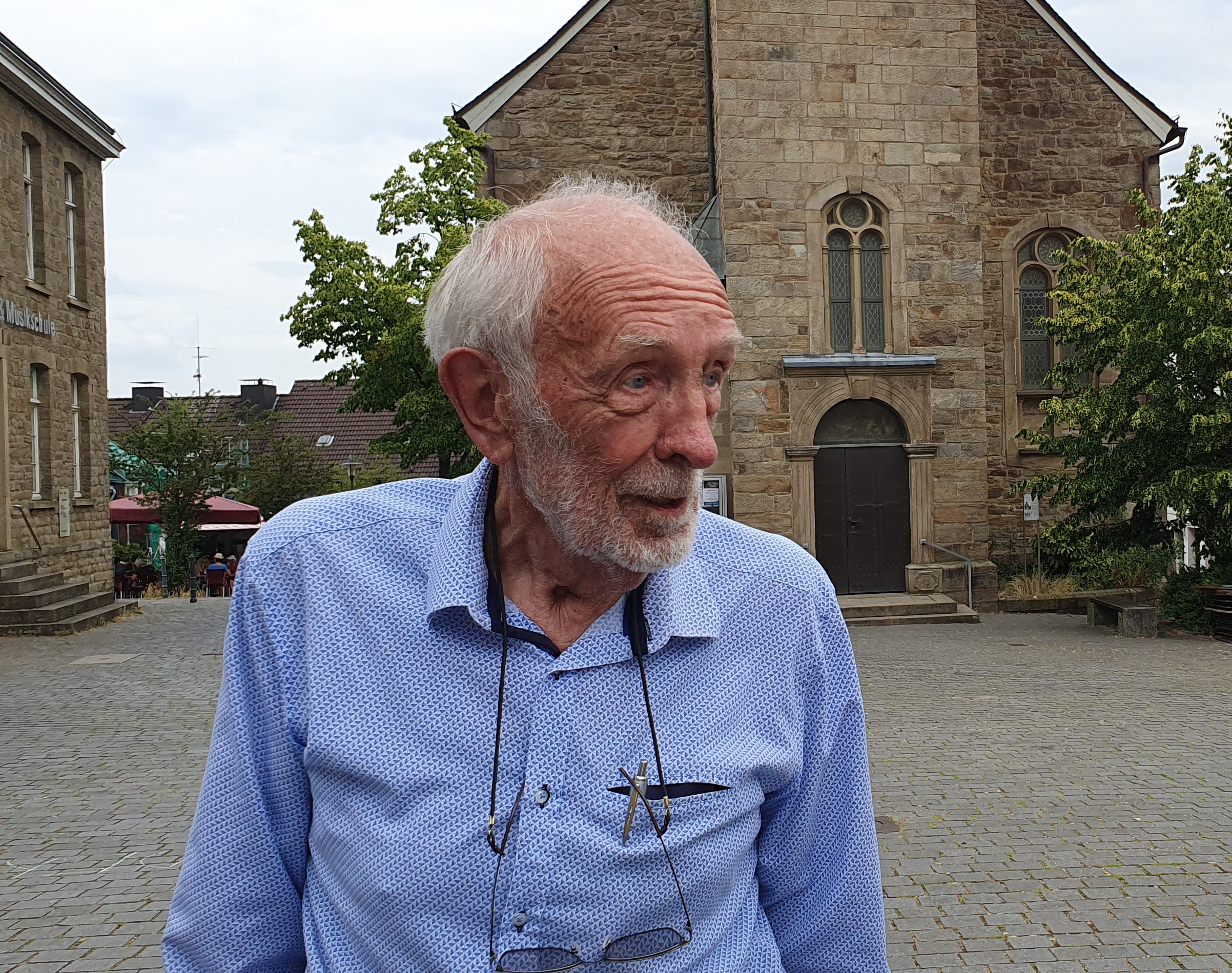
Egon Stratmann (in Blankenstein vor der Kirche St. Johannes Baptist; 2023)

Egon Stratmann (* 17. Juli 1936 in Blankenstein; † 12. November 2024) war ein deutscher Bildender Künstler. Von ihm stammen Bilder, Ausmalungen, Metallarbeiten und Fenster insbesondere in Sakralbauten, Arbeiten in Stein und Beton sowie Plastiken, darunter die Zwei Schmelzer in Welper.

## Leben
Stratmann machte ab 1951 eine Ausbildung als Maler im elterlichen Betrieb. Im Jahr 1959 bestand er die Meisterprüfung bei der Handwerkskammer Dortmund und dem Leiter der Malerklasse Ewald J. Braun. 1959 bis 1961 folgte ein Fachstudium mit Diplom an der Höheren Fachschule für Maler in Stuttgart bei Prof. Hans-Karl Schlegel. 1967 studierte er an der Staatlichen Akademie der Bildenden Künste Stuttgart bei Rudolf Yelin dem Jüngeren.
Ab 1965 Gastdozent an der Meisterschule für Maler bei der Handwerkskammer Dortmund und ab 1970 bis 2000 verantwortlicher Leiter der Meisterschule für Maler.
Beim Widerstand der IG Metall und Hattinger Bürger 1987 gegen die Stilllegungspläne der Henrichshütte des Thyssen-Konzerns war Stratmann aktiv dabei. Er entwarf das bundesweit bekannte Plakat des Widerstandes „Hattingen muss leben“.

„Hattingen muss leben“
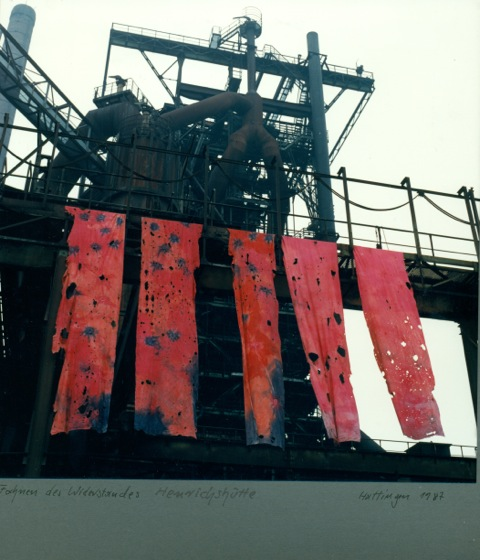
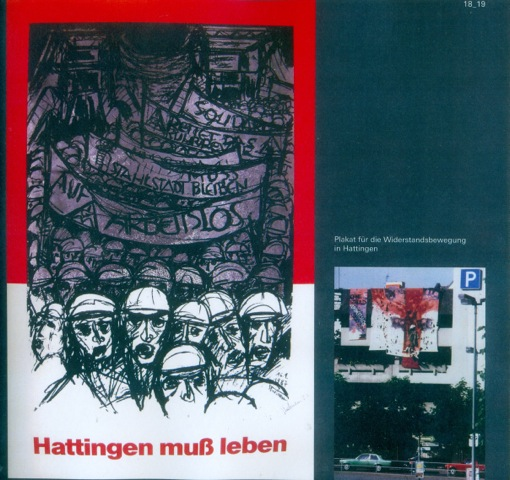

In der katholischen Kirche St. Joseph in Welper, die nach Plänen der Architekten Metzendorf und Schneider 1929 erbaut wurde, erfolgte eine Sanierung ab 1970. Die Kirche ist ein Bekenntnis für die Zusammenarbeit von Kirche und Arbeitswelt Stahlindustrie. Die Halle mit Tonnengewölbe erinnert an Industriehallen. Die gesamte Innenausrichtung vom Altar über den Taufstein bis zum Kreuzweg auf Stahl-Email wurde in den Jahren 1973 bis 1975 mit Hilfe der Lehrwerkstatt der Henrichshütte nach Plänen von Egon Stratmann aus Stahl erstellt.
Für den Glaubensweg Mariens in Bochum-Stiepel malte er 14 Bildtafeln (von 1978 bis 1987).
Das Gewölbe der Kirche St. Marien (Stiepel) in Stiepel malte er im Jahr 1985 aus. Der Künstler beschrieb selbst die Konzeption als „wolkenähnlich, marianisch blau“ und als „große Marienblume“.
Für die Kirche der katholischen Pfarrgemeinde Holy Child in Regina (Saskatchewan) in Kanada gestaltete er zwei Fenster (salvation history (1990) und works of mercy (1992)).
Zwischen 1991 und 2015 gestaltete der Künstler die insgesamt fünfzehn Seitenfenster der Pfarrkirche St. Clemens in Dortmund-Hombruch.
2011 präsentierte das Stadtmuseum Hattingen Werke Stratmanns unter dem Titel „Farbe, Form, Objekt“.
Für den Taufstein aus dem 16. Jahrhundert der Kirche St. Peter und Paul in Hattingen entwarf er einen Einsatz aus Glas und Edelstahl. Gefertigt wurde er in Paderborn von der Glasmalerei Peters. Ebenfalls für die Pfarre St. Peter und Paul schuf er 2008 für den katholischen Friedhof eine gläserne Christus-Gestalt, eingefasst in rostenden Stahl.
Eine Reliquie von Papst Johannes Paul II. befindet sich seit September 2017 in der Kirche St. Josef in Kierspe. Das Gefäß hierfür fertigte Stratmann komplett aus Glas.
2018 wurden Bilder Stratmanns unter dem Titel „Dich, Gott, loben Raum und Zeit“ in der Kirche St. Ludgerus in Gelsenkirchen-Buer ausgestellt.

## Werke (Auswahl)
- Fenster und Portalfront mit Emaille auf Stahl und Dallglas in Heilig Geist in Hattingen-Rauendahl, 1972[16]
- Fenster, St. Joseph in Welper, 1973[17]
- Fenster, St. Marien in Bochum-Stiepel, 1978, 1987, 1980[18]
- Fenster, St. Vitus in Titz-Gevelsdorf, 1985[19]
- Fenster, St. Maria Immaculata in Meinerzhagen, 1985[20]
- Fenster, Kath. Kirche St. Clemens, Dortmund-Hombruch, 1989–2005[21]
- Fenster, Altenheim St. Franziskus in Hagen, 1993[22]
- Fenster, St. Marien, Schwelm, 1995[23]
- St. Lucius, Essen-Werden, Kirche von 995, älteste Pfarrkirche nördlich der Alpen, Ausmalung 1985 in Zusammenarbeit mit Malerwerkstatt Arno Stratmann
- Fenster, Kapelle St. Josef in Ense-Höingen, 2005[24]
- Fenster, Kirche St. Laurentius in Marten in Dortmund, 1996/1997[25]
- Fenster, Kirche St. Konrad in Duisburg, 1989[26]
- Fenster (Jesus bei Maria und Martha in Bethanien, Das Licht des Ostermorgens, Der Barmherzige Samariter), Kirche St. Marien in Menslage, 2002[27]
- Fenster, Kapelle im Marienheim in Essen-Überruhr, 2010/2011[28]
- Fenster (Fenster zur Reformation), Evangelische Kirche in Drevenack, 2014/2015[29]
- Fenster, Kapelle der Missionsstation der Steyler Missionare auf Java, Indonesien
- raumhohe Glaswand im Kloster der Congregation des Soeurs du Pauvre Enfant Jesu (Schwestern vom armen Kinde Jesus) in Echternach, Luxemburg
- Ergänzung des neugotischen Taufsteins, Bronzeguss, Katholische Pfarrkirche St. Josef, Essen-Kray-Leithe
- Betonreliefs mit Farbakzenten. Katholische Pfarrkirche Christus unser Friede, Duisburg-Meiderich, 1996
- Mosaikarbeiten und Taufstein für St. Johann Baptist in Oberhausen, 1992
- Auferstehungsfenster in der Martin-Luther-Kirche in Bad Bentheim, 2011[30]
- Bild des heiligen Josefs in der Kirche St. Josef in Kierspe[31]
- Fenster im Andachtsraum in der LWL-Universitätsklinik Bochum in Bochum, ohne Jahr[32]
- Innenausmalung, Weihwasserbecken, Tabernakel in St. Johannes Baptist in Blankenstein
- Plastiken Zwei Schmelzer, Hattingen-Welper, 2019

Werke im öffentlichen Raum
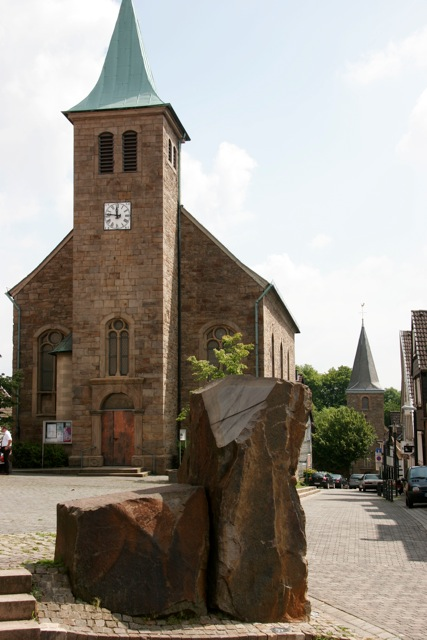
Skulptur der blanke stein in Hattingen Blankenstein von 2001 (dahinter St. Johannes Baptist)
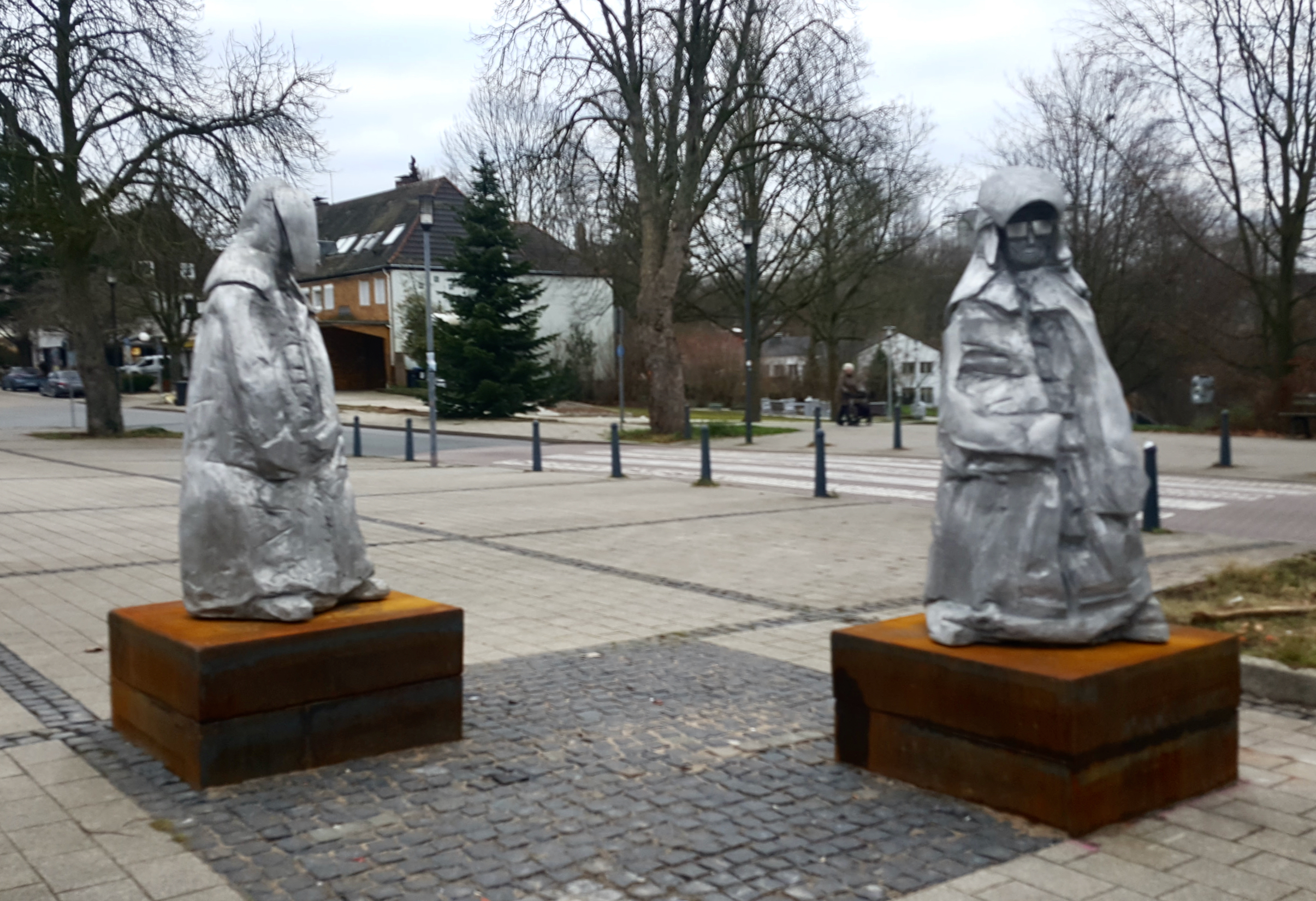
Zwei Schmelzer, Januar 2020, im Hintergrund der obere Teil des Diepenbeck-Parks
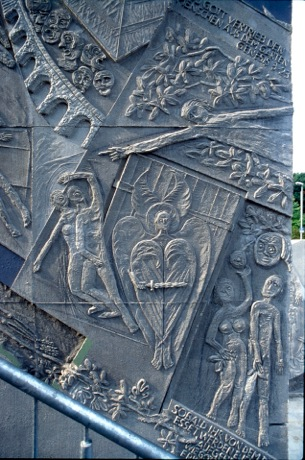
Detail Betonrelief am Glockenturm Christus Unser Friede Duisburg-Hagenshof
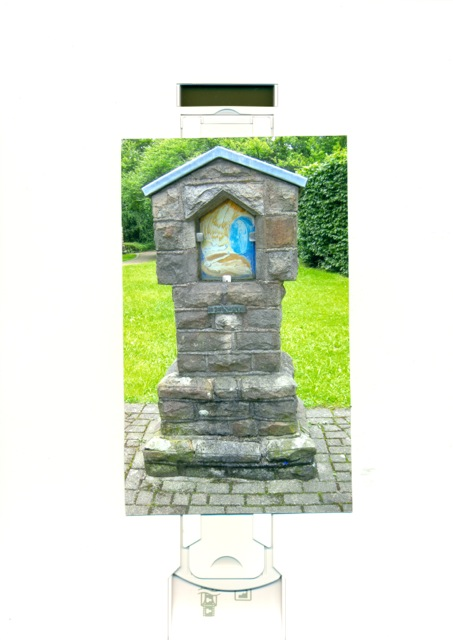
Station 2 (Traum des Josephs Titel: Einsam) des 14-teiligen Marienwegs vom Kloster Stiepel im Bochumer Stadtteil Stiepel
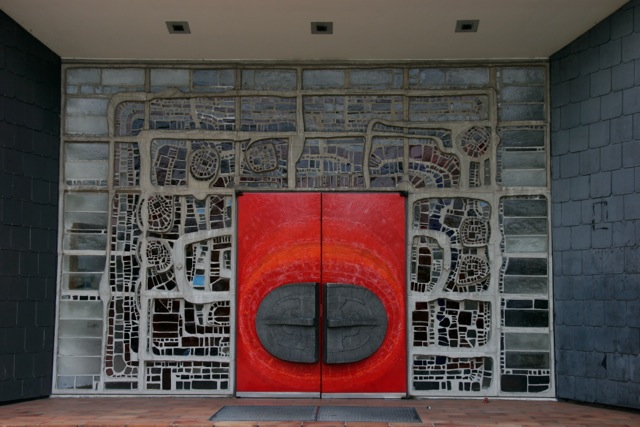
Heilig Geist in Hattingen, Außenfront in Dallglas betongefasst und Portal in Stahlemail
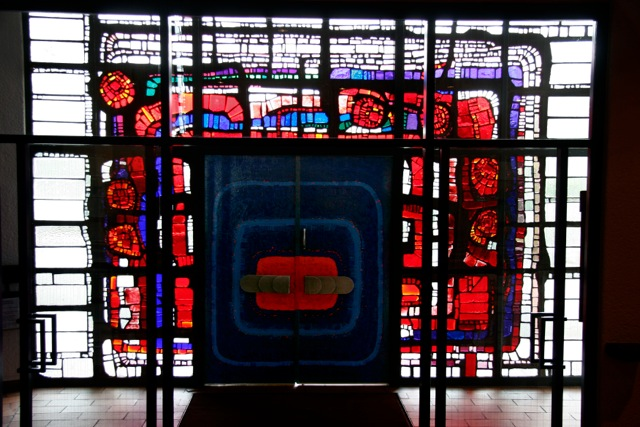
Heilig Geist in Hattingen, Innenansicht in Dallglas betongefasst und Portal in Stahlemail

## Ausstellungen (Auswahl)
- Ende der Stahlzeit, 1997, Industriemuseum Henrichshütte, Hattingen, Ausstellung mit Buch Das Ende der Stahlzeit. Die Stillegung der Henrichshütte Hattingen ISBN 978-3884746-09-7.
- Auf Kohle – Neue Ausstellung in der Wolfsburg, 2018[33]
- 14 Aquarellbilder zum Orgelzyklus von Marcel Duprés Le Chemin de la croix (Großer Kreuzweg) in der Abteikirche in Hamborn, 2011[34]
- Exponata 1983, Kunst aus Westfalen in Münster
- Exponata 1991, Kunst aus Westfalen in Münster
- „Farb – Räume“, 2000, Ausstellung mit Katalog (ISBN 3-931664-10-4) im Diözesanmuseum Paderborn
- „Kunst und Umwelt“, global denken-lokal handeln, 2001; Arbeit: Stahlwerk Nr. 28, Gouache mit Eisenpigmenten und Rost, 100 cm × 70 cm; Ausstellung im Technologiezentrum EcoTextil, Bochum
- „Wir im Revier“ – Kunst vor Ort, 2004, Castrop-Rauxel
- „Momente-Fragmente“, Kunst aus Westfalen; 2005/2006, Westfälisches Museum für Archäologie, Landesmuseum Herne
- „Die Rückseite des Mondes“, 2007, Stadtmuseum Hattingen
- „210 x 30“, Ausstellung in der BIG gallery, Dortmund, 2015[35]
- „50 JA“, Reflexionen – Reaktionen, Berufsverband Bildender Künstler Westfalen, 2003–2004, Museum für Kunst und Kulturgeschichte Dortmund
- „Hand angelegt, Skulpturen und Arbeiten auf Papier“, 2012, Stadtgalerie im Hansesaal, Lünen